# Teresa av Leon
Teresa av Leon, född 1080, död 11 november 1130, var en portugisisk regent.
 Hon var regerande grevinna och sedan drottning av Portugal från 1095 till 1128. Eftersom Portugal vid denna tid var ett lydrike under Kastilien räknas hon dock inte in i Portugals regentlängd, som börjar först då Portugal blev ett självständigt land under hennes son 1139.

## Biografi
Teresa var illegitim dotter till kung Alfons VI av Kastilien och Leon och Jimena Muñoz. Teresa gifte sig med Henrik av Burgund och paret utnämndes år 1095 av hennes far till grevinna och greve av det nyskapade grevedömet Portugal, som blev ett vasallrike under Kastilien. När hennes far avled 1109 och efterträddes av Teresas legitima halvsyster Urraca, invaderade Henrik och Teresa Kastilien.
När Henrik avled 1112 blev Teresa ensam härskare i Portugal. Hon utvidgade riket söderut mot de muslimska morerna, och då hon år 1116 tog Coimbra från morerna, tillerkändes hon titeln drottning av påve Pascal II: hon kallas uttryckligen drottning i offentliga dokument, och har därför ibland kallats Portugals första monark och regerande drottning, även om riket Portugal formellt inte skapades förrän år 1139.
År 1121 slöt hon slutligen fred med sin syster Urraca. I fredsavtalet erkände hon Portugal som en vasall under Kastilien och därför anses Portugal ännu inte vara ett självständigt rike vid den tidpunkten trots att det i praktiken var självstyrande. Därför räknas varken hon eller hennes make in i Portugals regentlängd. Hennes syster tillät henne dock att behålla både titeln drottning och fortsätta regera Portugal som lydrike. Teresa regerade tillsammans med sin älskare Fernando Pérez de Traba, vars galiciska härkomst dock gjorde Portugals adel och kyrka missnöjd med hans inflytande.
Teresas son gjorde uppror mot henne som centralfigur för oppositionen och besegrade henne i Slaget vid São Mamede 1128. Hon bosatte sig sedan med sin älskare och sina barn med honom i Galicien. Hennes son efterträdde henne på Portugals tron och gjorde år 1139 landet självständigt från Kastilien vilket gjorde honom till Portugals första officiella kung och monark.